# راه و بیراه
راه و بیراه فیلمی به کارگردانی سیامک شایقی و نویسندگی قاسم هاشمی‌نژاد محصول سال ۱۳۷۰ است.

## خلاصه داستان
شخصی برای تأمین هزینه عمل جراحی همسرش به همراه برادر و خواهر خود و همچنین همسر خواهرش مجبور به سرقت از خواربار فروشی، طلا فروشی، عتیقه فروشی و آژانس هوایی می‌شود.

## بازیگران
- علی سرتیپی
- فتانه یعقوبی
- ژرژ هاشم‌زاده
- سعید ذهنی
- شهلا ریاحی
- مرتضی احمدی
- مهری مهرنیا
- حسین سرشار
- مظفر سلطانی
- پرویز پورحسینی
- جعفر والی
- جهانگیر فروهر
- احمد قدکچیان
- میرمحمد تجدد
- روح‌الله مفیدی
- حمید آزمون
- علی حیدرجان
- فاطمه چاکری
- حسنعلی پیرمحمدی
- حسن پورصالحی
- کتایون شایقی
- رجب بحیرائی
- جواد شوشتری
- مرضیه سنگوری
- احمد مرادی
- محمد قوامی
- شهلا هادی پور
- قربانعلی اردیبهشت
- اسماعیل اقبالپور
- شراره یوسفی نیا
- زهرا هادی پور
- نازی برزگر
- کتایون موسوی
- رؤیا جلیل‌زاده رحمتی
- ستاره اصغری
- عصمت باری
- شهناز دهنوی
- اصغر خندان
- ابراهیم رادوز
- علی بابایی
- ابراهیم اورنگ
- قاعدی
- صفر مجروحی
- ابوالفتح بابازاده
- هوشنگ افشار
- کریم نبی زاده
- ناهید الهی
- مریم نپوری زاده
- زمرد نپوری زاده
- خانم تشید
- احمدرضا گلابی
- شاداب شهلایی
- لیندا بهنامی
- احمد سنگوری